# Maurer Motorsport (Szwajcaria)
Maurer Motorsport – szwajcarski zespół wyścigowy z bazą w Roggwil. W historii startów ekipa pojawiała się w stawce ADAC Procar Series, Superstars Series, ADAC Cruze Cup, Langstreckien Meisterschaft Nürburgring, World Touring Car Championship oraz European Touring Car Cup.

## Sukcesy zespołu
- ADAC Procar Series

2005 (Mathias Schläppi) oraz w klasyfikacji zespołów
2006 (Vincent Radermecker) oraz w klasyfikacji zespołów